# Bernardo III de Tolosa

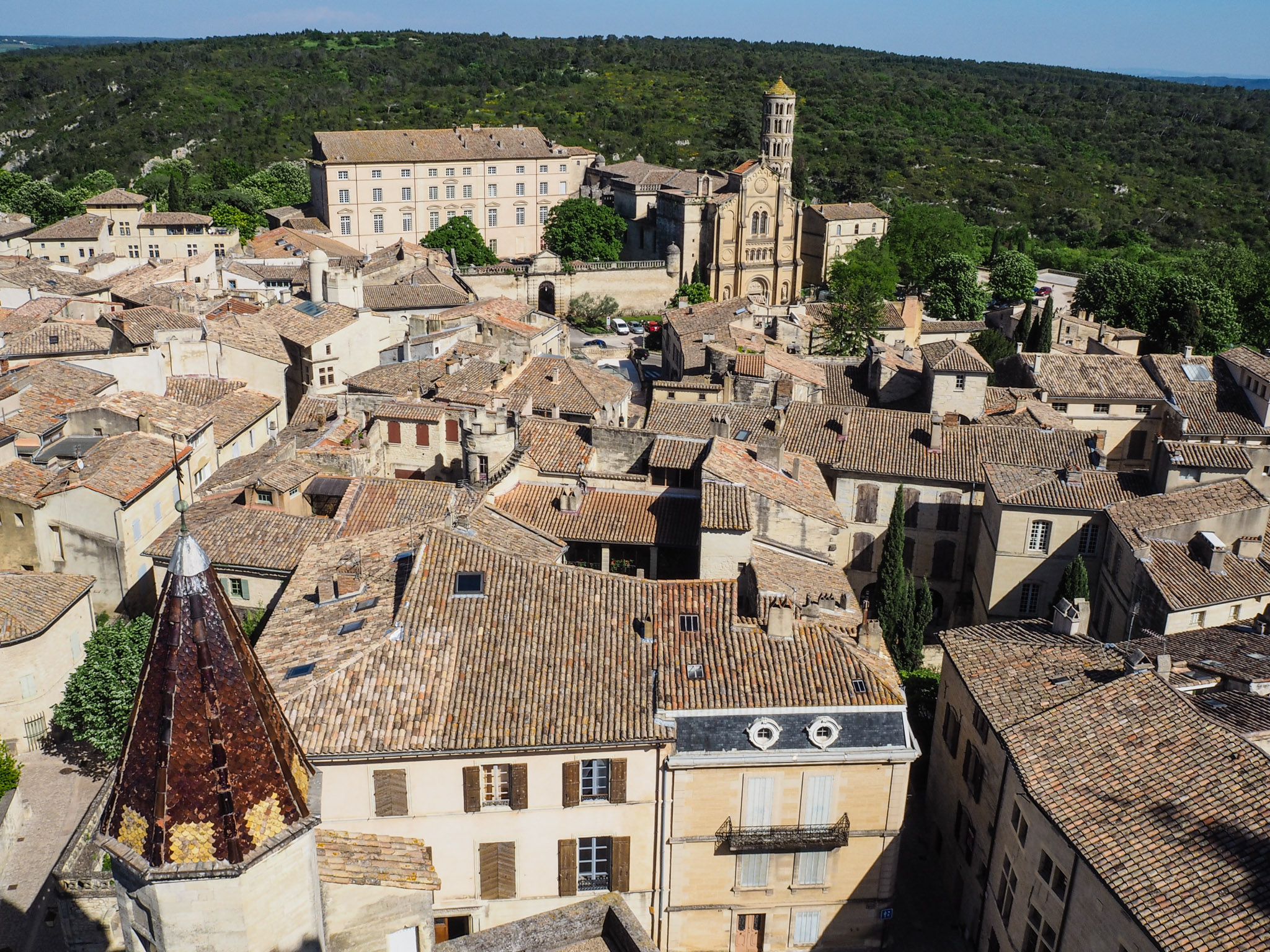
Uzès

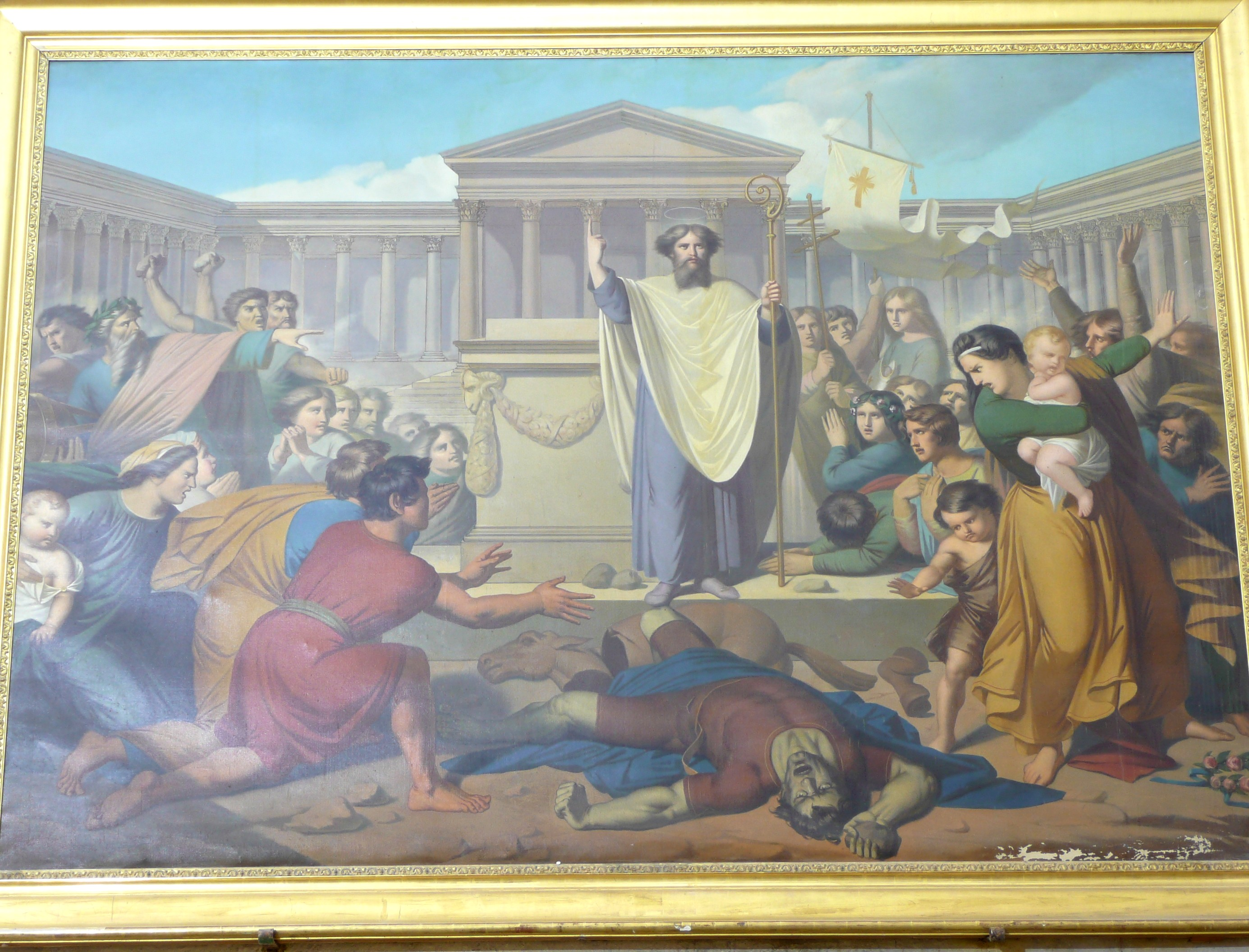
Bernardo III de Tolosa

Bernardo III (22 de marzo de 841 - agosto de 886) fue un aristócrata francés, fue conde de Auvernia, conde de Tolosa y marqués de Aquitania. Recibió el apodo de Plantapilosa o Plantevelue.

## Biografía
Hijo de Bernardo de Septimania y de Dhuoda. Se casó con la condesa Ermengarda, hija del conde Bernardo I de Auvernia.
En 869, tras el fallecimiento del hermano de su esposa, el conde Ganelón de Auvernia, heredó el condado de esa localidad.
En 872 mandó matar a Bernardo II de Tolosa y le sucedió en el título. Fue hecho prisionero en el año 876 por el rey de Franconia, Sajonia y Lotaringia oriental, Luis III de Alemania. Puesto en libertad al año siguiente, se unió a la rebelión contra el emperador Carlos el Calvo; pero tras la muerte de este último, en el otoño del mismo año, aceptó homenajear a su sucesor en el trono de Francia, Luis II.
En 885, el emperador Carlos III el Gordo le concedió el título de marqués de Aquitania.
Murió en el año 886 dejando al hijo de Guillermo I de Aquitania el título del condado de Auvernia. El condado de Tolosa volvió a la familia Rouergue.

## Descendencia
Bernardo y Ermengarda tuvieron cinco hijos:
- Ava, que se casó con el conde Godofredo de Nevers.
- Warin
- Guillermo
- Adelaida que se casó con el conde Acfredo I de Carcasona y tras enviudar con el conde Rogelio I de Carcasona. Del primer matrimonio nacieron los dos duques de Aquitania: Guillermo II y Acfredo de Aquitania.
- Guillermo el Pío o el Viejo, conde de Auvernia, duque de Septimania y duque de Aquitania.